# Branko Dolhar
Branko Dolhar (* 2. Februar 1949 in Ljubljana) ist ein ehemaliger jugoslawischer Skispringer und heutiger Skisprungfunktionär.

## Werdegang
Sein internationales Debüt gab Dolhar bei der Vierschanzentournee 1968/69. Nach einem 61. Platz auf der Schattenbergschanze in Oberstdorf erreichte er Rang 39 in Garmisch-Partenkirchen. Nach zwei weiteren Top-50-Platzierungen in Innsbruck und Bischofshofen belegte er am Ende Platz 43 der Tournee-Gesamtwertung. Es sollte das beste Resultat in seiner Karriere sein.
Bei der Vierschanzentournee 1969/70 gelang ihm nur zweimal der Sprung in die Top 50. Zum Ende der Tournee belegte er damit Rang 51 der Gesamtwertung. Nach einem starken Leistungseinbruch mit nur Rang 71 in der Gesamtwertung bei der Vierschanzentournee 1970/71 pausierte Dolhar für zwei Jahre und konnte er seine Ergebnisse bei der Vierschanzentournee 1973/74 leicht steigern und landete am Ende auf dem 56. Gesamtrang. Bei der Vierschanzentournee 1974/75 gelang es ihm in Bischofshofen auf der Paul-Außerleitner-Schanze erstmals seit 1968 wieder in die Top 40 zu springen. In der Gesamtwertung verpasste er die Platzierungen aus dem Jahr 1969 nur um zwei Plätze und wurde 45.
Im folgenden Jahr verpasste er eine weitere Leistungssteigerung bei der Vierschanzentournee 1975/76. Nach nur drei Springen brach er die Tournee als 80. der Gesamtwertung ab. Trotz dieses Misserfolgs gehörte Dolhar zum Kader für die Olympischen Winterspiele 1976 in Innsbruck. Dort sprang er auf der Normal- und der Großschanze je auf den 42. Platz.
Bei seiner letzten Vierschanzentournee 1976/77 konnte er nochmal gute Leistungen zeigen und erreichte dabei in Bischofshofen mit Rang 26 das beste Einzelresultat seiner Karriere im Rahmen der Tournee.
Nach dem Ende seiner aktiven Karriere begann Dolhar seine Funktionärslaufbahn und ist heute Vorsitzender des Organisationskomitees in Planica.

## Erfolge

### Vierschanzentournee-Platzierungen
| Saison  | Platz | Punkte |
| ------- | ----- | ------ |
| 1968/69 | 43.   | 657,1  |
| 1969/70 | 51.   | 728,4  |
| 1970/71 | 71.   | 322,2  |
| 1973/74 | 56.   | 729,2  |
| 1974/75 | 45.   | 669,3  |
| 1975/76 | 80.   | 432,8  |
| 1976/77 | 44.   | 665,8  |